# ハスの実
ハスの実（はすのみ、蓮の実）とは、ハス属の植物、特にハスの種子のこと。念珠に加工されるほか、若い実はアジア圏の料理や伝統医学に用いられる。主に殻を剥いて乾燥させた状態で販売されており、タンパク質やビタミンB群、食物性ミネラルなどが豊富に含まれている。

## 種類

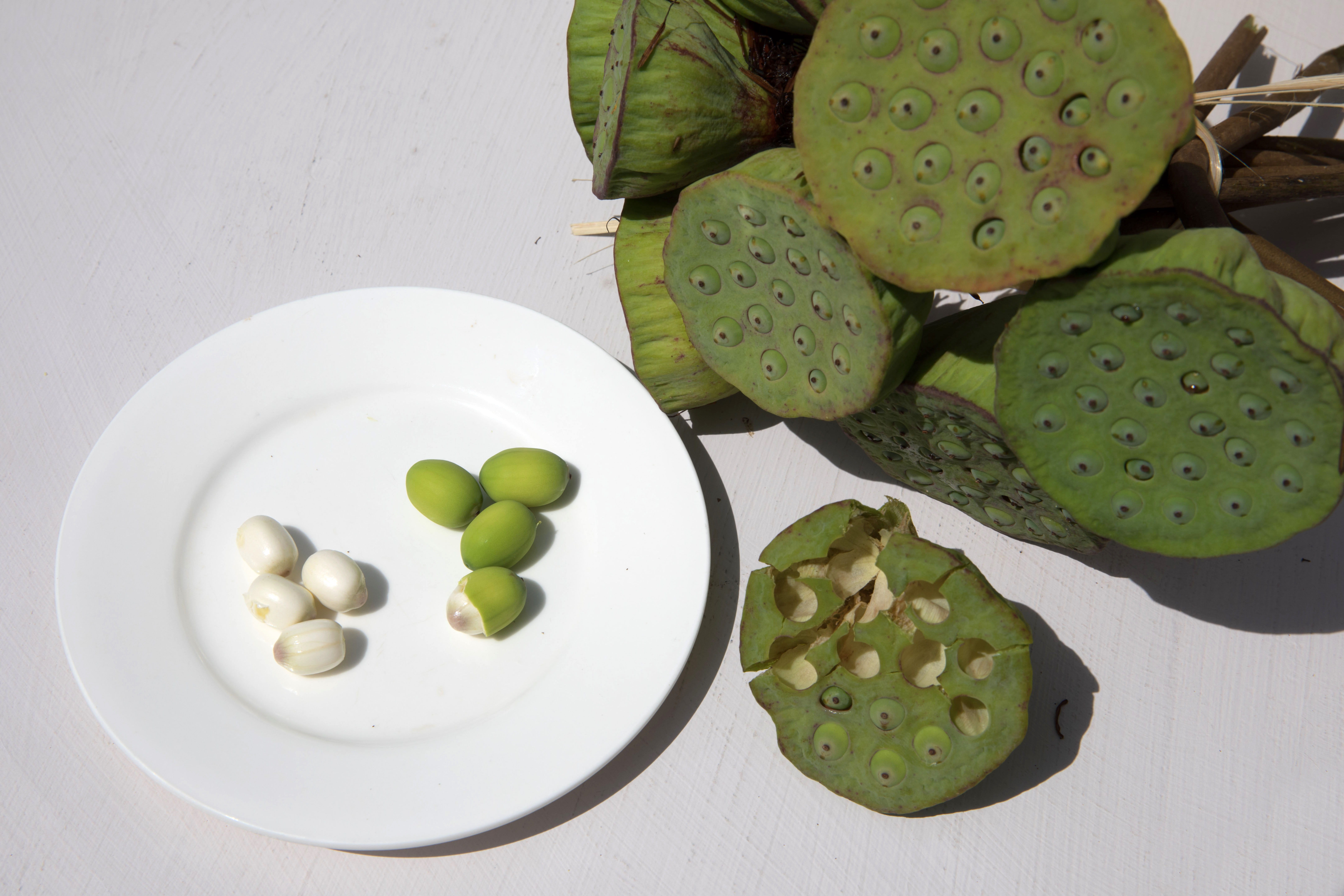
緑色のドングリに似た形状の種子（皿、右）。皮を剥くと白い実が現れる（左）。これをそのまま生食する。

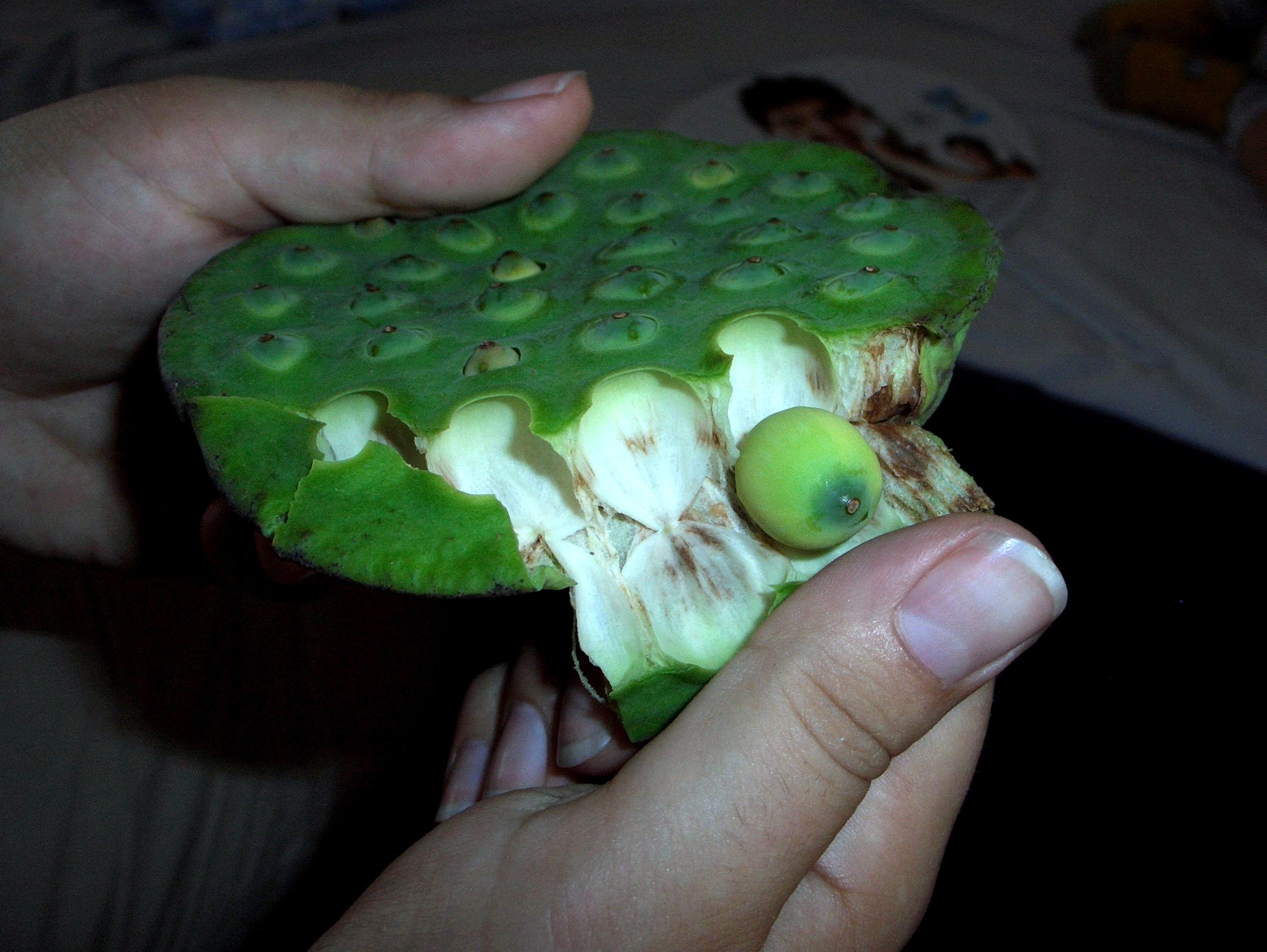
ハスの果托を割って実を取り出すところ。

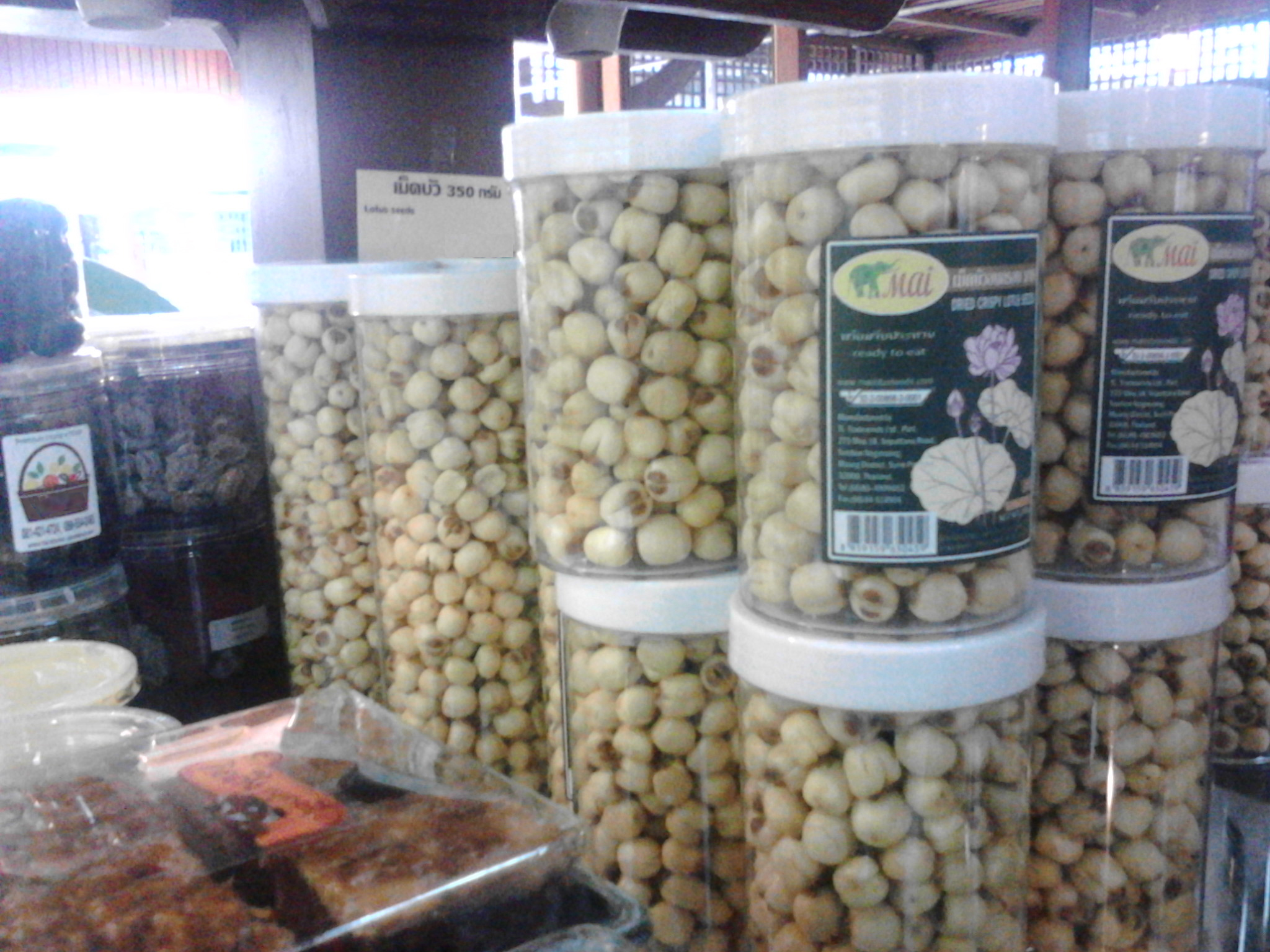
タイで販売されている乾燥させたハスの実の菓子

乾燥ハスの実には皮が茶色のものと白のものの2種類があり、それぞれ市販されている。皮が茶色のものはハスの種子の上部が熟したかほぼ熟した時に収穫されたものである。一方皮が白いものは実を収めた果托はまだ完全に緑色で、種子がほぼ完全に発達した状態で収穫されたものである。白いハスの実は脱穀、脱膜される。収穫時には、ほとんどの種子の苦味のある胚芽を中空の針を用いて取り除く。茶色の皮を持つハスの実の茶色は、熟した種子がその膜に付着することに由来する。これらの硬い種子の胚芽は、種子を半分に割って取り除く。
食べ頃を過ぎた乾燥ハスの実は酸化して黄褐色になるものの、過酸化水素や水酸化ナトリウムなどを使って漂白している業者も存在する。

## 栄養
乾燥ハスの実は、100gの基準量あたり332キロカロリーで、糖質を64％、脂肪を2％、タンパク質を15％、水分を14％含む。ハスの実はビタミンB群を豊富に含み、特にチアミンは1日あたりの摂取量の43％分を占めるほか、マンガンやリンなどといった多くのミネラルも含む。

## 用途
最も一般的な用途は、ハスの実で餡を作ること（蓮蓉、別名：蓮茸）で、日本や中国の菓子に多く使われる。
乾燥させたハスの実は、一晩水に浸してから用いる。用い方としては、スープや粥にそのまま入れたりするほか、他の料理にも使うことができる。生のハスの実は果托の部分ごと売られており、円錐形をした果托を割って種子を取り出し、まだ軟らかい殻を取り除いて食べる。日本では、甘納豆や汁粉にハスの実を用いることがある。また、蓮の実をシロップ漬けにして乾燥させた「糖蓮子」は、中国では一般的な菓子で、特に旧正月によく食べられている。
ハスの実は、バランキージャやカルタヘナなどコロンビア北部の都市でも一般的である。現地住民は普通、ハスの実を「マルティージョ」と呼称する。生のハスの実は露天市で販売されており、現地住民は普通生食する。
形状は楕円形が一般的であるが、球状のものもあり、食用とする以外では、ハスの実はしばしば数珠の珠として使用される。ハスは仏教に縁深い植物で、仏教説話によれば釈迦が生まれる前、母親が懐妊した際にハスの花が咲き、誕生の際には咲いた花の上に立って産声を上げたとされる。このため、仏像や仏画において釈迦がハスの花の上に立つ姿が多く描かれる。
薬用
薬としての名前は、石蓮子という。乾燥させて殻を剥いたものは蓮肉という。帰経に脾・腎・心とあり、内臓を整え下痢、心を落ち着かせ不安・不眠などに効果があるとされる。蓮肉を含む漢方薬には、啓脾湯や清心蓮子飲などがある。
茶
朝鮮半島では、ハスの果実やハスの種子を原料とした茶として、それぞれ蓮房茶（ヨンバンチャ）や蓮子茶（ヨンジャチャ）といったものがある。
数珠
融通念仏宗では数珠に用いられる。

## 歴史
ハスは系統として2種類あり、花色が白や赤系統のアジア産と、花色が黄色のアメリカ産のハスがある。食用として流通するハスは、主にアジアにルーツを持つハスで、その原産地はインドとその周辺地域であり、オーストラリア、アフリカ、東南アジア、中国、日本に伝播した。日本におけるハスの歴史は古く、北海道から九州地方までの全国でハスの化石が発見されている。古代から自生もしくは栽培されていたと考えられており、近世には戦時の非常食として城の堀や寺院の庭に植えられた例もある。
ハスの実を食用とする場合は、夏、花が咲いて3週間後くらいの緑色の種子を採取する。この段階の種子はやわらかく、手で剥くことができる皮の中に白い胚があり、生で食するとほんのり甘みがある。この頃からハスの実が詰まった花托のことを果托といい、多くの種子が詰まった様子が蜂の巣に似ていることから「ハチス」、転じて「ハス」という植物名となった。緑色の種子は熟するにつれ褐色から黒色へと変化し、成熟すると硬化する。
アジア産のハスを食用や薬用として利用した歴史が文献により知られている例では、日本では713年の『常陸国風土記』や927年の『延喜式』にその記録が見える。一方、アメリカ産のハスでは、食用とされる品種はないものの、1653年の『タバナクル・メソジスト教会史』によればアメリカ先住民の間では野生のハスの実や根を食用にしていたと記録されている。